# Ukrainas damlandslag i volleyboll
Ukrainas damlandslag i volleyboll (ukrainska: Жіноча збірна України з волейболу: Zjinotja zbirna Ukrajiny z volejbolu)  representerar Ukraina i volleyboll på damsidan. Ukraina blev självständigt 1991, innan dess deltog spelare från området i Sovjetunionens damlandslag i volleyboll. Laget tog debuterade med eget lag vid EM 1993, där de tog brons.
Under det första decenniet efter självständigheten tillhörde laget regelbundet de tio bästa lagen i Europa, med undantag för EM 1999. Under denna perioden kvalificerade de sig också för VM 1994 och OS 1996, de enda gångerna de kvalificerat sig för respektive mästerskap. Efter detta följde en period där laget, med undantag för EM 2011 inte kvalificerade sig för några internationella mästerskap. Laget har sedan EM 2017 kvalificerat sig för varje EM, men med mindre framgångar vid mästerskapen jämfört med perioden efter självständigheten. De har också sedan dess deltagit i European Volleyball League och vann tävlingen 2017.

## Resultat

### Olympiska spelen
Mästare       Tvåa       Trea       Fyra
| Resultat vid olympiska spelen | Resultat vid olympiska spelen | Resultat vid olympiska spelen | Resultat vid olympiska spelen | Resultat vid olympiska spelen | Resultat vid olympiska spelen | Resultat vid olympiska spelen | Resultat vid olympiska spelen | Resultat vid olympiska spelen |
| År                            | Runda                         | Position                      | M                             | V                             | F                             | SV                            | SF                            | Trupp                         |
| ----------------------------- | ----------------------------- | ----------------------------- | ----------------------------- | ----------------------------- | ----------------------------- | ----------------------------- | ----------------------------- | ----------------------------- |
| 1964–1992                     | Del av Sovjetunionen          | Del av Sovjetunionen          | Del av Sovjetunionen          | Del av Sovjetunionen          | Del av Sovjetunionen          | Del av Sovjetunionen          | Del av Sovjetunionen          | Del av Sovjetunionen          |
| 1996                          | Gruppspel                     | 11                            | 5                             | 0                             | 5                             | 0                             | 15                            | Trupp                         |
| 2000                          | Ej kvalificerade              | Ej kvalificerade              | Ej kvalificerade              | Ej kvalificerade              | Ej kvalificerade              | Ej kvalificerade              | Ej kvalificerade              | Ej kvalificerade              |
| 2004                          | Ej kvalificerade              | Ej kvalificerade              | Ej kvalificerade              | Ej kvalificerade              | Ej kvalificerade              | Ej kvalificerade              | Ej kvalificerade              | Ej kvalificerade              |
| 2008                          | Ej kvalificerade              | Ej kvalificerade              | Ej kvalificerade              | Ej kvalificerade              | Ej kvalificerade              | Ej kvalificerade              | Ej kvalificerade              | Ej kvalificerade              |
| 2012                          | Ej kvalificerade              | Ej kvalificerade              | Ej kvalificerade              | Ej kvalificerade              | Ej kvalificerade              | Ej kvalificerade              | Ej kvalificerade              | Ej kvalificerade              |
| 2016                          | Ej kvalificerade              | Ej kvalificerade              | Ej kvalificerade              | Ej kvalificerade              | Ej kvalificerade              | Ej kvalificerade              | Ej kvalificerade              | Ej kvalificerade              |
| 2021                          | Ej kvalificerade              | Ej kvalificerade              | Ej kvalificerade              | Ej kvalificerade              | Ej kvalificerade              | Ej kvalificerade              | Ej kvalificerade              | Ej kvalificerade              |
| Totalt                        | 0 titlar                      | 1/6                           | 5                             | 0                             | 5                             | 0                             | 15                            | —                             |

### Världsmästerskap
Mästare       Tvåa       Trea       Fyra
| Resultat vid världsmästerskapen | Resultat vid världsmästerskapen | Resultat vid världsmästerskapen | Resultat vid världsmästerskapen | Resultat vid världsmästerskapen | Resultat vid världsmästerskapen | Resultat vid världsmästerskapen | Resultat vid världsmästerskapen | Resultat vid världsmästerskapen |
| År                              | Runda                           | Position                        | M                               | V                               | F                               | SV                              | SF                              | Trupp                           |
| ------------------------------- | ------------------------------- | ------------------------------- | ------------------------------- | ------------------------------- | ------------------------------- | ------------------------------- | ------------------------------- | ------------------------------- |
| 1952–1990                       | Del av Sovjetunionen            | Del av Sovjetunionen            | Del av Sovjetunionen            | Del av Sovjetunionen            | Del av Sovjetunionen            | Del av Sovjetunionen            | Del av Sovjetunionen            | Del av Sovjetunionen            |
| 1994                            | Gruppspel                       | 11                              | 3                               | 1                               | 2                               | 5                               | 8                               | Trupp                           |
| 1998                            | Ej kvalificerade                | Ej kvalificerade                | Ej kvalificerade                | Ej kvalificerade                | Ej kvalificerade                | Ej kvalificerade                | Ej kvalificerade                | Ej kvalificerade                |
| 2002                            | Ej kvalificerade                | Ej kvalificerade                | Ej kvalificerade                | Ej kvalificerade                | Ej kvalificerade                | Ej kvalificerade                | Ej kvalificerade                | Ej kvalificerade                |
| 2006                            | Ej kvalificerade                | Ej kvalificerade                | Ej kvalificerade                | Ej kvalificerade                | Ej kvalificerade                | Ej kvalificerade                | Ej kvalificerade                | Ej kvalificerade                |
| 2010                            | Ej kvalificerade                | Ej kvalificerade                | Ej kvalificerade                | Ej kvalificerade                | Ej kvalificerade                | Ej kvalificerade                | Ej kvalificerade                | Ej kvalificerade                |
| 2014                            | Ej kvalificerade                | Ej kvalificerade                | Ej kvalificerade                | Ej kvalificerade                | Ej kvalificerade                | Ej kvalificerade                | Ej kvalificerade                | Ej kvalificerade                |
| 2018                            | Ej kvalificerade                | Ej kvalificerade                | Ej kvalificerade                | Ej kvalificerade                | Ej kvalificerade                | Ej kvalificerade                | Ej kvalificerade                | Ej kvalificerade                |
| Totalt                          | 0 titlar                        | 1/7                             | 3                               | 1                               | 2                               | 5                               | 8                               | —                               |

### Europamästerskap
Mästare       Tvåa       Trea       Fyra
| Resultat vid europamästerskapen i volleyboll | Resultat vid europamästerskapen i volleyboll | Resultat vid europamästerskapen i volleyboll | Resultat vid europamästerskapen i volleyboll | Resultat vid europamästerskapen i volleyboll | Resultat vid europamästerskapen i volleyboll | Resultat vid europamästerskapen i volleyboll | Resultat vid europamästerskapen i volleyboll | Resultat vid europamästerskapen i volleyboll |
| År                                           | Runda                                        | Position                                     | M                                            | V                                            | F                                            | SV                                           | SF                                           | Trupp                                        |
| -------------------------------------------- | -------------------------------------------- | -------------------------------------------- | -------------------------------------------- | -------------------------------------------- | -------------------------------------------- | -------------------------------------------- | -------------------------------------------- | -------------------------------------------- |
| 1949–1991                                    | Del av Sovjetunionen                         | Del av Sovjetunionen                         | Del av Sovjetunionen                         | Del av Sovjetunionen                         | Del av Sovjetunionen                         | Del av Sovjetunionen                         | Del av Sovjetunionen                         | Del av Sovjetunionen                         |
| 1993                                         | Semifinal                                    | Brons                                        | 7                                            | 6                                            | 1                                            | 20                                           | 7                                            | Trupp                                        |
| 1995                                         | Slutspel                                     | 7                                            | 7                                            | 4                                            | 3                                            | 14                                           | 13                                           | Trupp                                        |
| 1997                                         | Slutspel                                     | 7                                            | 7                                            | 3                                            | 4                                            | 9                                            | 14                                           | Trupp                                        |
| 1999                                         | Ej kvalificerade                             | Ej kvalificerade                             | Ej kvalificerade                             | Ej kvalificerade                             | Ej kvalificerade                             | Ej kvalificerade                             | Ej kvalificerade                             | Ej kvalificerade                             |
| 2001                                         | Semifinal                                    | Fyra                                         | 7                                            | 3                                            | 4                                            | 12                                           | 15                                           | Trupp                                        |
| 2003                                         | Gruppspel                                    | 9                                            | 5                                            | 2                                            | 3                                            | 7                                            | 12                                           | Trupp                                        |
| 2005                                         | Ej kvalificerade                             | Ej kvalificerade                             | Ej kvalificerade                             | Ej kvalificerade                             | Ej kvalificerade                             | Ej kvalificerade                             | Ej kvalificerade                             | Ej kvalificerade                             |
| / 2007                                       | Ej kvalificerade                             | Ej kvalificerade                             | Ej kvalificerade                             | Ej kvalificerade                             | Ej kvalificerade                             | Ej kvalificerade                             | Ej kvalificerade                             | Ej kvalificerade                             |
| 2009                                         | Ej kvalificerade                             | Ej kvalificerade                             | Ej kvalificerade                             | Ej kvalificerade                             | Ej kvalificerade                             | Ej kvalificerade                             | Ej kvalificerade                             | Ej kvalificerade                             |
| / 2011                                       | Gruppspel                                    | 15                                           | 3                                            | 0                                            | 3                                            | 0                                            | 9                                            | Trupp                                        |
| / 2013                                       | Ej kvalificerade                             | Ej kvalificerade                             | Ej kvalificerade                             | Ej kvalificerade                             | Ej kvalificerade                             | Ej kvalificerade                             | Ej kvalificerade                             | Ej kvalificerade                             |
| / 2015                                       | Ej kvalificerade                             | Ej kvalificerade                             | Ej kvalificerade                             | Ej kvalificerade                             | Ej kvalificerade                             | Ej kvalificerade                             | Ej kvalificerade                             | Ej kvalificerade                             |
| / 2017                                       | Gruppspel                                    | 13                                           | 3                                            | 0                                            | 3                                            | 5                                            | 9                                            | Trupp                                        |
| / 2019                                       | Gruppspel                                    | 17                                           | 5                                            | 1                                            | 4                                            | 6                                            | 12                                           | Trupp                                        |
| / 2021                                       | Slutspel                                     | 12                                           | 6                                            | 3                                            | 3                                            | 10                                           | 10                                           | Trupp                                        |
| Totalt                                       | Kvalificerade: 9/15                          | Kvalificerade: 9/15                          | 50                                           | 22                                           | 28                                           | 83                                           | 101                                          | —                                            |

### European Volleyball League
Mästare       Tvåa       Trea       Fyra
| Resultat vid European Volleyball League | Resultat vid European Volleyball League | Resultat vid European Volleyball League | Resultat vid European Volleyball League | Resultat vid European Volleyball League | Resultat vid European Volleyball League | Resultat vid European Volleyball League | Resultat vid European Volleyball League | Resultat vid European Volleyball League | Resultat vid European Volleyball League |
| År                                      | Runda                                   | Position                                | M                                       | V                                       | F                                       | SW                                      | SL                                      | Trupp                                   |                                         |
| --------------------------------------- | --------------------------------------- | --------------------------------------- | --------------------------------------- | --------------------------------------- | --------------------------------------- | --------------------------------------- | --------------------------------------- | --------------------------------------- | --------------------------------------- |
| 2009                                    | Deltog inte                             | Deltog inte                             | Deltog inte                             | Deltog inte                             | Deltog inte                             | Deltog inte                             | Deltog inte                             | Deltog inte                             |                                         |
| 2010                                    | Deltog inte                             | Deltog inte                             | Deltog inte                             | Deltog inte                             | Deltog inte                             | Deltog inte                             | Deltog inte                             | Deltog inte                             |                                         |
| 2011                                    | Deltog inte                             | Deltog inte                             | Deltog inte                             | Deltog inte                             | Deltog inte                             | Deltog inte                             | Deltog inte                             | Deltog inte                             |                                         |
| 2012                                    | Deltog inte                             | Deltog inte                             | Deltog inte                             | Deltog inte                             | Deltog inte                             | Deltog inte                             | Deltog inte                             | Deltog inte                             |                                         |
| 2013                                    | Deltog inte                             | Deltog inte                             | Deltog inte                             | Deltog inte                             | Deltog inte                             | Deltog inte                             | Deltog inte                             | Deltog inte                             |                                         |
| 2014                                    | Deltog inte                             | Deltog inte                             | Deltog inte                             | Deltog inte                             | Deltog inte                             | Deltog inte                             | Deltog inte                             | Deltog inte                             |                                         |
| 2015                                    | Deltog inte                             | Deltog inte                             | Deltog inte                             | Deltog inte                             | Deltog inte                             | Deltog inte                             | Deltog inte                             | Deltog inte                             |                                         |
| 2016                                    | Deltog inte                             | Deltog inte                             | Deltog inte                             | Deltog inte                             | Deltog inte                             | Deltog inte                             | Deltog inte                             | Deltog inte                             |                                         |
| 2017                                    | Final                                   | Mästare                                 | 10                                      | 9                                       | 1                                       | 29                                      | 7                                       | Trupp                                   |                                         |
| 2018                                    | Gruppspel                               | 8                                       | 6                                       | 2                                       | 4                                       | 8                                       | 13                                      | Trupp                                   |                                         |
| 2019                                    | Gruppspel                               | 5                                       | 6                                       | 4                                       | 2                                       | 14                                      | 6                                       | Trupp                                   |                                         |
| 2021                                    | Gruppspel                               | 7                                       | 4                                       | 1                                       | 3                                       | 4                                       | 11                                      | Trupp                                   |                                         |
| 2022                                    | Gruppspel                               | 5                                       | 4                                       | 2                                       | 2                                       | 10                                      | 8                                       | Trupp                                   |                                         |
| 2023                                    |                                         |                                         |                                         |                                         |                                         |                                         |                                         | Trupp                                   |                                         |
| Totalt                                  | 1 titel                                 | 6/14                                    | 26                                      | 16                                      | 10                                      | 55                                      | 37                                      | —                                       |                                         |

### Fotnoter
1. ↑  Todor Krastev (19 mars 1993). ”Women Volleyball XVIII European Championship 1993 Brno (TCH) - 24.09-02.10 Winner Russia” (på engelska). Sport Statistics. Arkiverad från originalet den 26 juni 2015. https://web.archive.org/web/20150626192219/http://todor66.com/volleyball/Europe/Women_1993.html. Läst 26 juni 2015.